# Louis Charles Étienne Lemaistre
Louis Charles Étienne Lemaistre est un homme politique français né le 14 septembre 1760 à Houssay (Loir-et-Cher) et décédé le 19 juillet 1846 au manoir du Gué-le-Roi (Villebourg).

## Biographie
Louis Charles Étienne Lemaistre est le fils de Louis-Pierre Lemaître, bourgeois, et de dame Catherine-Jacquine Saisy, mariés à Neuvy-le-Roi.
Il est contrôleur au grenier à sel de Montoire de 1781 à 1789 et juge des gabelles en 1782.
Le 14 décembre 1789, à Paris (Saint-Germain-l'Auxerrois), il épouse Aimée Renée Loiseau du Buisson.
Président de la commune de Montoire et lieutenant de la Garde nationale en 1789, il devient administrateur de district et du département de Loir-et-Cher. Il est élu député de Loir-et-Cher à l'Assemblée législative, le 2 septembre 1791.
Après le vote de l'abolition de la Monarchie, il vient se fixer en Indre-et-Loire, devenant officier municipal de Villebourg, agent municipal en l'an IV, président de l'administration municipale de Neuvy et administrateur du département d'Indre-et-Loire de l'an VI à l'an VIII.
Nommé, le 12 floréal an VIII, sous préfet de l'arrondissement de Loches, il conserve longtemps ces fonctions et est admis à la retraite, comme sous-préfet, le 19 mai 1825.
Il est fait chevalier de la Légion d'honneur le 19 août 1823.

## Sources
- « Louis Charles Étienne Lemaistre », dans Adolphe Robert et Gaston Cougny, Dictionnaire des parlementaires français, Edgar Bourloton, 1889-1891 [détail de l’édition]
- Jean-Jacques Boucher, Histoire du Loir-et-Cher à travers son Conseil général, de 1790 à nos jours, 1984
- Louis Bergeron, Guy Chaussinand-Nogaret, Grands notables du Premier Empire : notices de biographie sociale, 1978